# У променях слави
«У променях слави» англ. Friday Night Lights) — американська молодіжна спортивна драма 2004 року режисера Пітера Берга. У фільмі, заснованому на книзі «Вогні п’ятничної ночі: місто, команда і мрія» (1990) Гаррі Джерарда Біссінджера, розповідається про тренера та гравців шкільної футбольної команди «Permian High School Panthers» в провінційному техаському місті Одеса.

## Сюжет
Коли в серпні 1988 року для футбольної команди «Permian High School» розпочинаються передсезонні тренування, місто Одеса покладає великі надії на гравців та їхнього тренера Гері Гейнса щодо перемоги у чемпіонаті штату разом зі своєю зіркою ранінгбеком Джеймсом «Бубі» Майлзом. Квотербек Майк Вінчелл передає Майлзу м'яч в більшості випадків. Фулбек Дон Біллінгслі погано тримає м’яч, і його батько-алкоголік Чарльз, який свого часу виграв чемпіонат штату з «Permian», тисне на нього і ображає.
У першому матчі сезону Бубі пошкодив коліно. У наступній грі командна гра «Permian» розпадається, і вони зазнають поразки. Невдало розпочинається і наступна гра, але Комер, який вступає в гру після того, як ранінгбек другої ланки отримує травму, допомагає Вінчеллу та Біллінгслі повернути напад і здобути перемогу, яка розпочала серію з п'яти перемог.
Майлз сподівається, що незабаром він зможе повернутися до гри, однак МРТ показує, що йому потрібна негайна операція на коліні, і він не може грати до кінця сезону. Майлз заперечує серйозність своєї травми коліна та бреше Гейнсу, щоб повернутися до складу, однак знову отримує травму.
Поразка «Permian» призводить до жеребкування, щоб визначити, які дві команди вийдуть у плей-офф. «Permian» щастить на жеребкуванні. Також вони досягли успіху в плей-офф. У фіналі вони виходять проти сильної команди «Dallas Carter High School».
Спочатку «Permian» були приголомшені перевагою «Carter» й відстали, але Вінчелл веде за собою друзів до перемоги у чемпіонаті. «Permian» набирають 14 очок без відповіді, щоб скоротити дефіцит до шести. Вінчелл, Біллінгслі та Комер травмовані, але двоє перших повертаються до гри. За дві секунди до кінця Вінчелл відчайдушно веде м’яч до лінії воріт, але його зупиняють, і «Carter» виграє чемпіонат.

## У ролях
| Актор             | Роль                   |
| ----------------- | ---------------------- |
| Біллі Боб Торнтон | тренер Гері Гейнс      |
| Лукас Блек        | Майкл «Майк» Вінчелл   |
| Дерек Люк         | Бубі Майлз             |
| Ґаррет Гедлунд    | Дон Біллінгслі         |
| Джей Ернандес     | Браян Чавез            |
| Лі Томпсон Янг    | Крістофер «Кріс» Комер |
| Тім Макгро        | Чарльз Біллінгслі      |
| Конні Бріттон     | Шерон Гейнс            |
| Ембер Герд        | Марія                  |
| Крістіан Кейн     | Браян                  |

## Критика
На Rotten Tomatoes фільм отримав високі оцінки 82% на основі 173 відгуків від критиків і 85% від більш ніж 100 000 глядачів.

## Нагороди
- Фільм був визнаний одним з 10 найкращих фільмів 2004 року за версією AFI.
- Тім Макгро за роль Чарльза Біллінгслі був номінований на Премію MTV за найкращий прорив року.